# Inmigración belga en Venezuela
La inmigración belga en Venezuela se refiere al movimiento migratorio de ciudadanos provenientes de Bélgica hacia territorio venezolano.

## Historia
Durante el siglo XIX, Venezuela promovió la llegada de inmigrantes europeos con el objetivo de impulsar el desarrollo agrícola e industrial. Si bien la inmigración belga no fue masiva.
Después de la Segunda Guerra Mundial, Venezuela implementó políticas de inmigración para atraer mano de obra calificada de Europa, incluyendo migrantes belgas. A lo largo del siglo XX, la comunidad belga en Venezuela se mantuvo relativamente pequeña en comparación con otras comunidades europeas, como españoles, portugueses e italianos.
Desde finales del siglo XX y principios del XXI, el flujo migratorio cambió, y Venezuela pasó de ser un país receptor a uno de emigrantes. Como consecuencia, muchos descendientes de inmigrantes belgas migraron nuevamente a Europa, principalmente a Bélgica y otros países europeos. En Bruselas, por ejemplo, existe una comunidad de venezolanos que incluye descendientes de familias belgas que en el pasado emigraron a Venezuela.

## Relaciones
Bélgica tiene una embajada en Venezuela, en la urbanización Altamira, Caracas.